# Zelenîi Dub, Zdolbuniv
Zelenîi Dub (în ucraineană Зелений Дуб) este un sat în comuna Buderaj din raionul Zdolbuniv, regiunea Rivne, Ucraina.

## Demografie
Componența lingvistică a localității Zelenîi Dub
     Ucraineană (100%)
Conform recensământului din 2001, toată populația localității Zelenîi Dub era vorbitoare de ucraineană (100%).